# 小園総研
『小園総研』（こぞのそうけん）は、1995年4月7日から1996年3月29日まで日本テレビ系列局で放送された中京テレビ製作のバラエティ番組。放送時間は毎週金曜 24:20 - 25:15(JST) 、日本テレビ系全国ネットの深夜番組放送枠『どんまい!!』金曜（1995年10月からは『TVじゃん!!』金曜）の番組として放送。

## 概要
毎回若手のお笑い芸人たちが様々なリアクション企画に挑戦していた深夜番組である。番組タイトルは、看板出演者ヒロミの本名・小園浩己（こぞのひろみ）に由来する。当初は中京テレビ本社からの生放送だったが、次第に事前収録による放送が増えていき、最終的には全て収録で行われるようになった。
この番組は、出演者全員で硬式野球に挑戦する企画をよく実施していた。1970年代から1980年代にかけてよく放送されていた歌手やタレントによる野球企画特番のようなオール芸能人出演企画ではなかったものの、毎回ヒロミやバカルディ（現・さまぁ〜ず）らが参加していた。また、番組チームの参加者は全員野球部以外の部活動出身者で、硬式野球の経験は無かったが、試合では硬式ボールを使用していた。また金属バット使用であったため、大竹一樹は守備の際に打球を当てて手を骨折したと後に語っている。
最終回では、番組エンディングテーマの生演奏を行った。その際に、番組のメインを務めてきたヒロミは涙を流していた。

## 出演者
- ヒロミ（B21スペシャル）
- 大竹一樹（バカルディ）
- 三村勝和（バカルディ）
- ウド鈴木（キャイ〜ン）
- 天野ひろゆき（キャイ〜ン）
- 高橋里華
- 小林美穂子（当時中京テレビアナウンサー）
- 渡辺浩弐（ゲームコーナー）
- ほか

## エンディングテーマ
エリアコードドラマのタイアップ曲が起用されることが多かった。
- 絶対に逢いたくなる（高橋里華）[2]
- R134海沿いのレースウェイ（高橋里華）[2]
- 夜の帰り道（Coney Island Jellyfish）
- 忘れないからね（the castanets）

## スタッフ
- 構成：佐々木勝俊、稲原誠、妹尾匡夫、小林仁
- 技術：水谷和夫、織田忠士
- 技術協力：中京テレビ映像企画、中京ビデオセンター
- 照明：中原栄治（スター）
- 美術：右高雅人（第一舞台）
- ディレクター：大鹿紳、藤澤光
- 演出：遠藤達也（ステイ）安部田公彦
- プロデューサー：柴垣邦夫　瀬古隆司
- 製作著作：中京テレビ放送